# CoRoT-13b
CoRoT-13b là một ngoại hành tinh nằm cách Trái Đất khoảng 4.000 năm ánh sáng và quay quanh ngôi sao CoRoT-13. Nó có khối lượng lớn hơn Khối lượng Sao Mộc ít nhất là 1,308 lần, bán kính trung bình bằng 0,885 lần bán kính Sao Mộc, hành tinh to nhất trong Hệ Mặt Trời. Khoảng cách từ ngôi sao đến hành tinh là 0,051 AU, gần hơn khoảng cách từ Mặt Trời đến Sao Thủy là 0,4 AU và đến Trái Đất là 1 AU. Nếu đặt tính với chu kì tự quay là phải mất 4 ngày nhanh hơn Sao Thủy phải mất 88 ngày. Hành tinh CoRoT-13b được phát hiện vào năm 2010 bằng sử dụng phản chiếu bằng phương pháp quá cảnh. Ngôi sao CoRoT-13 có loại quang phổ là G0V.